# Kellojärvi och Korpijärvi
Kellojärvi och Korpijärvi är en sjö i Finland. Den ligger i kommunen Kuhmo i landskapet Kajanaland, i den centrala delen av landet, 500 km norr om huvudstaden Helsingfors. Kellojärvi och Korpijärvi ligger 161,4 meter över havet. Den ligger vid sjön Kelloselkä. Den är 25,2 meter djup. Arean är 22,32 kvadratkilometer och strandlinjen är 90,94 kilometer lång. Sjön  ingår i Uleälvens huvudavrinningsområde. 

## Öar
- Pienetsaaret (en ö)
- Latosaari (en ö)
- Koirisaari (en ö)
- Hamarasaari (en ö)
- Tirra (en ö)
- Reikäsaari (en ö)
- Niikkulansaaret (en ö)
- Tiirankivi (en ö)
- Kukkosaari (en ö)
- Oravasaari (en ö)
- Peltosaari (en ö)
- Jänissaari (en ö)
- Koukkusaari (en ö)
- Koirisaari (en ö)
- Viipurintulli (en ö)
- Koljosensaari (en ö)
- Piippuluoto (en ö)